# Liste des maires de Beauvais
Cet article présente la liste chronologique des maires de la ville française de Beauvais.

## Liste des maires

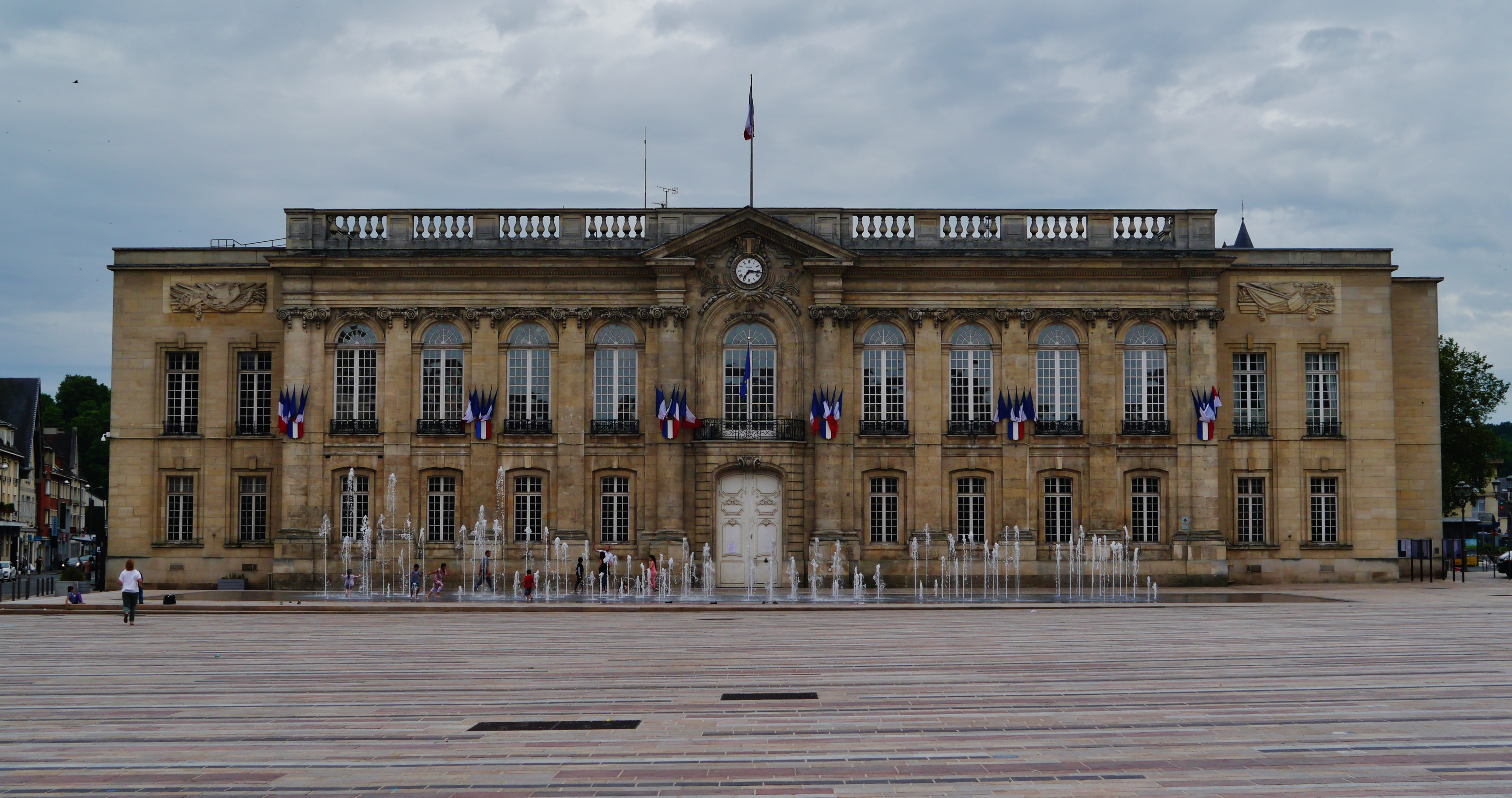
L'hôtel de ville de Beauvais.

- 1175 : Berengarius de Nully et Ofrandus
- 1182 : Joannes Vualerinus et Rucem Petrus
- Bernardus et Gonscelinus
- Bernard de La Fromenterie
- Pierre Abroc et Jean Antelme
- Eudes Criset et Jean Vualerans
- Joannes Urtinus et Bartholomanus Bekel
- 1209 : Raoul Baudoin
- 1220 : Philippe Vualerans
- 1225 : Robert Louvet et Pierre Thomas
- 1227 : Guérin de Verdelay
- 1229 : Vincus Leferons
- 1232 : Robert Muret
- 1233 : Vincus Leferons
- 1258 : Jean de La Ruelle
- 1267 : Pierre Le Chevalier
- 1279 : Guillaume Levoyer
- 1293 : Philippe Letonnellier
- 1305 : Jean de Moliens
- 1307 : Joannes Cordubonarius
- Gaudefroy de Chaumont
- Pierre Rapine
- 1329 : Pierre de Nully, procureur fiscal du chapitre
- 1330 : Pierre Rapine et Jean de Leglantier
- 1331 : Bertaut Buquet
- 1333 : Pierre de Nully
- 1352 : Colard de Guehegnies
- 1355 : Étienne de Creil, bailli du comté, procureur fiscal du chapitre
- 1356 : Philippe Brocart, bailli du comté
- 1360 : Jacques Le Picard, seigneur de Wagicourt
- 1361 : Philippe Brocard
- 1363 : Thibault de Mouy
- 1364 : Nicolas Le Bret
- 1365 : Jacques Le Picard, seigneur de Wagicourt
- 1366 : Jean Depuis
- 1367 : Jean de Conteville
- 1368 : Jean Thibault de Mouy
- 1369 : Philippe Brocard
- 1373 : Jean de Boullon
- 1374 : Jean Le François
- 1376 : Thibault de Bonvillers
- 1380 : Jacques Le Picard
- 1380 : Jean de Boullon
- 1381 : Thibaut Becquet
- 1382 : Raoul Jouan, avocat, conseiller de la ville
- 1383 : Hue Gosselin
- 1391 : Jean de La Croix, avocat
- 1394 : Simon Le Bastier
- 1395 : Jean de Nointel
- 1397 : Lucien Nicaise
- 1399 : Jean de Nointel
- 1400 : Lucien Nicaise
- 1403 : Jean Le François
- 1404 : Jean de La Croix
- 1405 : Lucien Nicaise
- 1406 : Jean Le François
- 1411 : Lucien Nicaise
- 1412 : Jean Le François
- 1413 : Guérard de Creil, avocat
- 1415 : Laurent Danse
- 1418 : Mathieu de Braitel, avocat
- 1419 : Thibault Legoix
- 1421 : Philippe Loste, avocat et bailli du chapitre
- 1426 : Laurent Danse
- 1428 : Mathieu de Bonneuil, seigneur de la Neuville-sur-Auneuil, receveur des aides
- 1432 : Guérard Dauchy, marchand-tanneur, maître des forteresses
- 1433 : Thibault Legoix
- 1433 : Pierre de Breteuil
- 1437 : Jacques Despeaux, receveur des forteresses
- 1439 : Guérard Dauchy
- 1441 : Pierre de Breteuil
- 1444 : Mathieu de Braitel
- 1447 : Jean Lebel
- 1449 : Mathieu de Braitel
- 1451 : Guérard Dauchy
- 1454 : Pierre de Breteuil
- 1456 : Jean Le Boucher
- 1459-1462 : Pierre de Creil, le jeune
- 1463 : Martin Dubus
- 1464 : Jean Boileau
- 1467 : Pierre Binet
- 1468 : Nicolas de Creil
- 1469 : Jean Boileau, l'aîné
- 1470 : Guillaume Binet
- 1472 : Jean Marcadé
- 1473 : Jean-Pierre de Creil, l'aîné
- 1474 : Jean Davesne
- 1475 : Jean Legoix
- 1477 : Guillaume Binet
- 1479 : Pierre de La Benne
- 1480 : Jean Marcadé
- 1486 : Jean Boileau, le jeune
- 1487 : Martin Enguerrand
- 1494 : Jean Marcadé
- 1497 : Pierre de Lignières
- 1498 : Jean Boileau, fils

### Maires duXVIesiècle
| Maire                           | Mandat | Mandat | Commentaires                                                                        |
| Maire                           | Début  | Fin    | Commentaires                                                                        |
| Jean Marcadé                    | 1500   |        |                                                                                     |
| Jean de Feuquières              | 1507   |        | avocat                                                                              |
| Nicolas Couras                  | 1514   |        |                                                                                     |
| Pierre Cantrel (Canterel), fils | 1516   |        |                                                                                     |
| André Pajot                     | 1519   |        |                                                                                     |
| Pierre Paumart (Paumard)        | 1521   |        | conseiller en cour et prévôt royal d'Angy                                           |
| Nicolas Le Scellier             | 1523   |        | maître des forteresses                                                              |
| Guy Dupré                       | 1528   |        | marchand                                                                            |
| Nicolas Lanternier              | 1533   |        | fils de Pierre Lanternier et neveu de Pierre de Lignières                           |
| Guillaume Lefèvre               | 1537   |        |                                                                                     |
| François Boiscervoise           | 1539   |        | marchand d'étoffes                                                                  |
| Pierre de Nully                 | 1543   |        | seigneur d'Essuiles, médecin                                                        |
| Eustache Le Boucher             | 1545   |        |                                                                                     |
| Pierre Aubert                   | 1546   |        | Seigneur de Rochy-Condé                                                             |
| Jean Godin                      | 1549   |        |                                                                                     |
| Jean de Malinguehen             | 1550   |        |                                                                                     |
| Jean de Catheu (Catheux)        | 1552   |        |                                                                                     |
| Pierre Canterel (Cantrel)       | 1553   |        |                                                                                     |
| François d'Auvergne             | 1555   |        |                                                                                     |
| Jean Paumart                    | 1558   |        | Prévôt et seigneur d'Angy                                                           |
| Pierre Aubert                   | 1563   |        | Seigneur de Rochy-Condé                                                             |
| Claude Lanternier               | 1565   |        | gendre du maire François d'Auvergne                                                 |
| Pierre Binet                    | 1566   |        |                                                                                     |
| Pierre Loysel (Loisel)          | 1569   |        | Seigneur du Prieuré d'Auneuil                                                       |
| Nicolas Lefebvre, l'aîné        | 1572   |        | marchand drapier                                                                    |
| Nicolas Lefebvre, le jeune      | 1575   |        | gendre du maire Jean de Catheu                                                      |
| Nicolas Paumart                 | 1578   |        |                                                                                     |
| Lucien Boicervoise              | 1581   |        | gendre du maire François Pinguet                                                    |
| François Aux Cousteaux          | 1584   |        | Avocat et médecin                                                                   |
| Georges Le Boucher              | 1587   |        | seigneur de Grumesnil, de Warluis et de Provinlieu, conseiller du roi en l'élection |
| Nicolas Godin                   | 1589   |        | marchand drapier                                                                    |
| Lucien Boicervoise              | 1592   |        |                                                                                     |
| Claude Gallopin                 | 1594   |        |                                                                                     |
| Paul de Catheu (Catheux)        | 1596   |        | Avocat du roi et médecin, fils de Pierre                                            |
| François Pinguet                | 1599   |        |                                                                                     |

### Maires duXVIIesiècle
| Maire                            | Mandat | Mandat | Commentaires |
| Maire                            | Début  | Fin    | Commentaires |
| Claude Lefebvre                  | 1601   |        | marchand |
| Yves Foy                         | 1606   |        | receveur de l'évêché |
| Jean Paumart                     | 1609   |        | Prévôt et seigneur d'Angy |
| Antoine Hainques                 | 1612   |        | |
| Yves Foy                         | 1615   |        | |
| Charles Le Besgue                | 1616   |        | sieur de Cauras, député aux États de la Ligue |
| Jean Minette                     | 1619   |        | marchand drapier |
| Charles Le Besgue                | 1622   |        | sieur de Cauras |
| Pierre Caignard                  | 1623   |        | |
| Pierre de Dampierre              | 1626   |        | |
| Robert de Francastel             | 1629   |        | |
| Antoine Mauger                   | 1632   |        | |
| Yves Davie                       | 1635   |        | |
| Yves Foy                         | 1638   |        | trésorier de France |
| Nicolas de Regnonval             | 1641   |        | |
| Nicolas Gallopin                 | 1644   |        | |
| Pierre Borel                     | 1647   |        | Lieutenant général |
| Antoine Driot                    | 1650   |        | Avocat |
| Jean Foy-Descroizettes           | 1651   |        | conseiller au présidial |
| Claude Minette                   | 1652   |        | conseiller au présidial |
| Nicolas Ticquet                  | 1655   |        | marchand d'étoffes |
| François Durand                  | 1657   |        | conseiller en l'élection |
| Antoine Leroy                    | 1660   |        | |
| Anselme Macaire                  | 1663   |        | conseiller au présidial |
| Raoul Lebarbier                  | 1666   |        | |
| Eustache Mallet                  | 1667   |        | |
| Nicolas Leguay                   | 1671   |        | conseiller en l'élection |
| Georges de Nully                 | 1673   |        | |
| Raoul Foy                        | 1674   |        | seigneur de La Place, conseiller au présidial |
| Lucien Motte                     | 1676   |        | marchand |
| Nicolas Leguay                   | 1678   |        | conseiller en l'élection |
| Claude de Regnonval              | 1679   |        | |
| Raoul Foy                        | 1685   |        | |
| Robert Bourée (Bourrée)          | 1686   |        | marchand |
| François Vualon                  | 1687   |        | |
| François Ricard                  | 1689   |        | Maître des forteresses, trésorier de l'Hospice général des pauvres de Paris |
| François Gallopin                | 1692   |        | conseiller au présidial |
| François Vigneron d'Heucqueville | 1692   |        | écuyer, seigneur d'Heucqueville, de Cléry, de Marguerie, de Breteuil, de Bruslay, de La Tour, de Hermes ; Premier président au bailliage et présidial de Beauvais, conseiller du Roi, avocat au parlement |

### Maires duXVIIIesiècle
| Maire                                     | Mandat | Mandat | Commentaires                                   |
| Maire                                     | Début  | Fin    | Commentaires                                   |
| Léonard Tristan                           | 1704   |        | seigneur d'Houssoy, président en l'élection    |
| Claude Loysel                             | 1705   |        | lieutenant au présidial                        |
| Antoine-Benoît Motte                      | 1707   |        | marchand                                       |
| Claude Tiersonnier                        | 1708   |        |                                                |
| Antoine-Benoît Motte                      | 1709   |        |                                                |
| François Gallopin                         | 1710   |        | conseiller au présidial                        |
| Antoine-Benoît Motte                      | 1711   |        |                                                |
| Denis Simon                               | 1712   |        | Jurisconsulte, historien                       |
| Antoine-Benoît Motte                      | 1713   |        |                                                |
| Claude Le Mareschal                       | 1714   |        | conseiller au présidial                        |
| Antoine-Benoît Motte                      | 1715   |        |                                                |
| Jean-Baptiste Le Caron                    | 1716   |        | seigneur de Bongenoult, président au présidial |
| Antoine-Benoît Motte                      | 1717   |        |                                                |
| André Michel                              | 1721   |        |                                                |
| Antoine-Benoit Motte                      | 1722   |        |                                                |
| André Michel                              | 1723   |        | marchand drapier                               |
| Claude Aux Cousteaux                      | 1724   |        | seigneur de Fercourt, conseiller au présidial  |
| François Vualon                           | 1725   |        |                                                |
| Jean Motte de Boiscamp                    | 1728   |        | marchand                                       |
| André Michel                              | 1731   |        |                                                |
| Jean Bingant                              | 1732   |        | marchand                                       |
| Simon Tiersonnier                         | 1738   |        | conseiller au présidial                        |
| Jacques Aux Cousteaux                     | 1740   |        |                                                |
| François Charpentier                      | 1747   |        | marchand                                       |
| Claude-Joseph Le Mareschal                | 1748   |        | conseiller et avocat du roi au présidial       |
| Jean Bucquet                              | 1750   |        |                                                |
| Nicolas-François Blanchart                | 1753   |        | marchand                                       |
| Jean-Charles Danse                        | 1755   |        | marchand                                       |
| Pierre-Louis Dubout                       | 1756   |        | marchand                                       |
| Pierre-Louis Henri                        | 1759   |        | marchand                                       |
| François Raoul Le Besgue de Cauras        | 1760   |        | avocat en parlement, conseiller au présidial   |
| Gabriel Motte de Boiscamp                 | 1761   |        | conseiller en l'élection                       |
| Jean-Pierre Pépin                         | 1764   |        | procureur fiscal                               |
| Jean-Charles Danse                        | 1772   |        | négociant                                      |
| Georges-François Vualon de Messy          | 1773   |        | président du grenier à sel                     |
| Louis-Claude Fombert                      | 1778   |        | conseiller du roi                              |
| Jacques-François-de-Sale Danse            | 1779   |        | secrétaire du roi                              |
| Claude-François Garnier de Cauvigny       | 1782   |        | négociant                                      |
| Pierre-Louis Fournier, dit Fournier-Major | 1783   |        | seigneur de Cambronne                          |
| Claude-François Vualon (Wallon)           | 1788   |        | conseiller-secrétaire du roi                   |
| Antoine Gouchet                           | 1790   |        | doyen des notaires de Beauvais                 |
| Antoine Brisson                           | 1791   |        | inspecteur des manufactures                    |
| Jean-Baptiste Langlet                     | 1792   |        | chirurgien en chef de l'Hôtel-Dieu             |
| Pierre Dubout-Boulanger                   | 1793   |        |                                                |
| François Le Maire                         | 1794   |        | négociant                                      |
| Jacques François de La Chaise             | 1795   |        | Général de brigade                             |
| Gabriel Michel-Ticquet                    | 1797   |        | négociant                                      |

### Maires duXIXesiècle
| Maire                                  | Mandat | Mandat | Commentaires                    |
| Maire                                  | Début  | Fin    | Commentaires                    |
| Jacques François de La Chaise          | 1800   |        | Général de brigade              |
| Pierre de Nully d'Hécourt              | 1803   |        |                                 |
| Jean-Pierre Marie Sallé                | 1839   |        |                                 |
| Jean-Baptiste-François-Armand Lequesne | 1843   |        | notaire à Paris                 |
| Émile Leroux                           | 1848   |        |                                 |
| Augustin Lamothe                       | 1848   |        |                                 |
| François Lequesne                      | 1855   |        |                                 |
| Guillaume Bellon                       | 1861   |        |                                 |
| Alphonse Petithomme                    | 1868   |        |                                 |
| Charles Cavrel-Bourgeois               | 1870   |        |                                 |
| Jules Benoist                          | 1870   |        |                                 |
| Raymond de Malherbe                    | 1871   |        | Officier de cavalerie, sénateur |
| Claude Roussel                         | 1878   |        |                                 |
| Ernest Gérard                          | 1884   |        |                                 |
| Pierre Garbet                          | 1894   |        |                                 |
| Charles-Olivier Hucher                 | 1896   |        | Centre-droit; Député            |

### Maires duXXesiècle
| Maire             | Mandat | Mandat | Commentaires                                                                            |
| Maire             | Début  | Fin    | Commentaires                                                                            |
| Cyprien Desgroux  | 1908   |        | Radical socialiste; Député                                                              |
| Auguste Joly      | 1927   |        |                                                                                         |
| Charles Desgroux  | 1935   |        | Radical socialiste, nommé membre de la Commission administrative départementale en 1941 |
| Amédé Bourdon     | 1944   |        |                                                                                         |
| Henri de Ridder   | 1945   |        |                                                                                         |
| Robert Sené       | 1947   |        | RPF. Sénateur - Journaliste                                                             |
| Pierre Jacoby     | 1954   |        | UNR                                                                                     |
| Édouard Grospiron | 1972   |        | UDR                                                                                     |
| Walter Amsallem   | 1977   |        | PS. Conseiller général - Pharmacien                                                     |

### Maires duXXIesiècle
| Période           | Période                         | Identité         | Étiquette                  | Qualité |
| ----------------- | ------------------------------- | ---------------- | -------------------------- | --- |
| mars 2001         | 31 août 2022,                   | Caroline Cayeux, | RPR puis UMP → LR puis DVD | Enseignante en droit et en anglais Conseillère régionale de Picardie (2004 → 2011) Sénatrice de l'Oise (2011 → 2017) Présidente de la communauté d'agglomération du Beauvaisis (2004 → ) Présidente de la fédération des villes moyennes de France (2014 → 2022) Présidente du Syndicat mixte de l'Aéroport de Beauvais-Tillé (2015 → ) Ministre déléguée aux collectivités locales (2022 → 2022) Démissionnaire à la suite de sa nomination comme ministre |
| 9 septembre 2022, | En cours (au 12 septembre 2022) | Franck Pia       | UDI                        | Cadre à la Chambre d'agriculture de l'Oise Ancien ancien assistant parlementaire de Michel Souplet Conseiller départemental de Beauvais-2 (2015 → ) Vice-président du conseil départemental de l'Oise (2015 → ) Conseiller communautaire délégué de la CA du Beauvaisis ( ? → ) |